# Audata
Audata,  död cirka 336 f.Kr., var en drottning av Makedonien, gift med kung Filip II av Makedonien.
Hon var dotter eller barnbarn till den illyriska kungen Bardylis. 